# زمانی که دزد بودم
زمانی که دزد بودم (انگلیسی: Once a Thief) فیلمی در ژانر نئو نوآر و سرقت به کارگردانی رالف نلسون است که در سال ۱۹۶۵ منتشر شد. از بازیگران آن می‌توان به آلن دلون، آن مارگرت، وان هفلین، جک پالانس و تونی موسانته اشاره کرد.